# Spikes

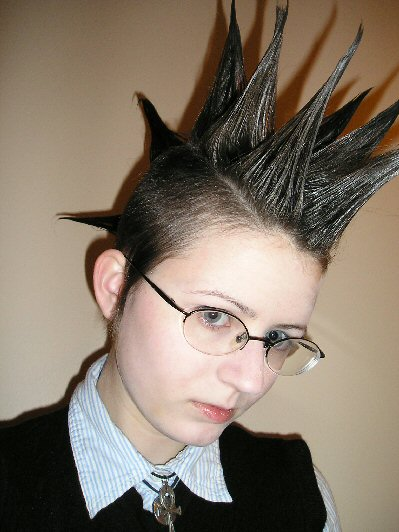
Spikes

Spikes är en populär frisyr bland punkare. Med mycket hårgele formas spikliknande utskott från huvudet.